# Delhi Cantonment
Delhi Cantonment es una ciudad y acantonamiento situada en el territorio de la capital nacional, Delhi (India). Su población es de 110351 habitantes (2011). 

## Demografía
Según el censo de 2011 la población de Delhi Cantonment era de 110351 habitantes, de los cuales 63757 eran hombres y 46594 eran mujeres. Delhi Cantonment tiene una tasa media de alfabetización del 89,82%, superior a la media estatal del 86,32%: la alfabetización masculina es del 93,57%, y la alfabetización femenina del 84,59%.